# Joseph Charbonneau

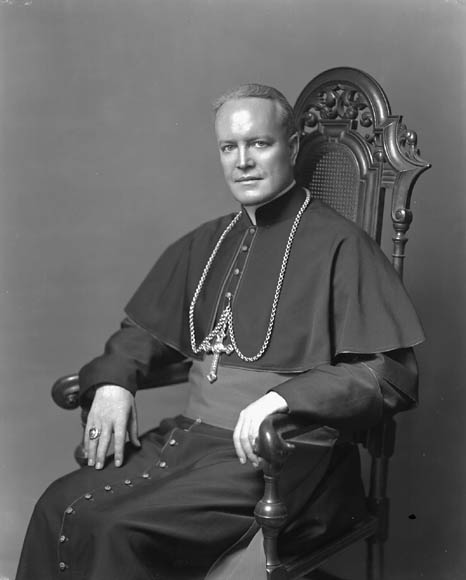
Joseph Charbonneau (1940)

Wappen

Joseph Charbonneau (* 31. Juli 1892 in Lefaivre, Alfred and Plantagenet; † 19. November 1959 in Victoria, British Columbia) war ein kanadischer römisch-katholischer Geistlicher und Erzbischof von Montréal. Charbonneau wurde am 24. Juni 1916 zum Priester für das Erzbistum Ottawa-Cornwall geweiht. Papst Pius XII. ernannte ihn am 20. Juni 1939 zum Bischof von Hearst. Joseph-Guillaume-Lauren Forbes, Erzbischof von Ottawa, weihte ihn am 15. August 1929 zum Bischof. Mitkonsekratoren waren Émile Yelle PSS, Koadjutor-Erzbischof von Saint-Boniface, und Louis Rhéaume OMI, Bischof von Timminis. Am 4. September 1939 wurde er als Bischof inthronisiert. Papst Pius XII. ernannte ihn am 18. Mai 1940 zum Titularerzbischof von Amorium und Koadjutor-Erzbischof von Montréal. Am 31. August 1940 starb sein Vorgänger Georges Gauthier und Charbonneau folgte als Erzbischof nach. Am 9. Februar 1950 nahm der Papst seinen Rücktritt als Erzbischof an und ernannte ihn zum Titularerzbischof von Bosporus. Gleichzeitig trat er eine Stelle als Krankenhausseelsorger in British Columbia an.